# Georg Agricola (Bischof)

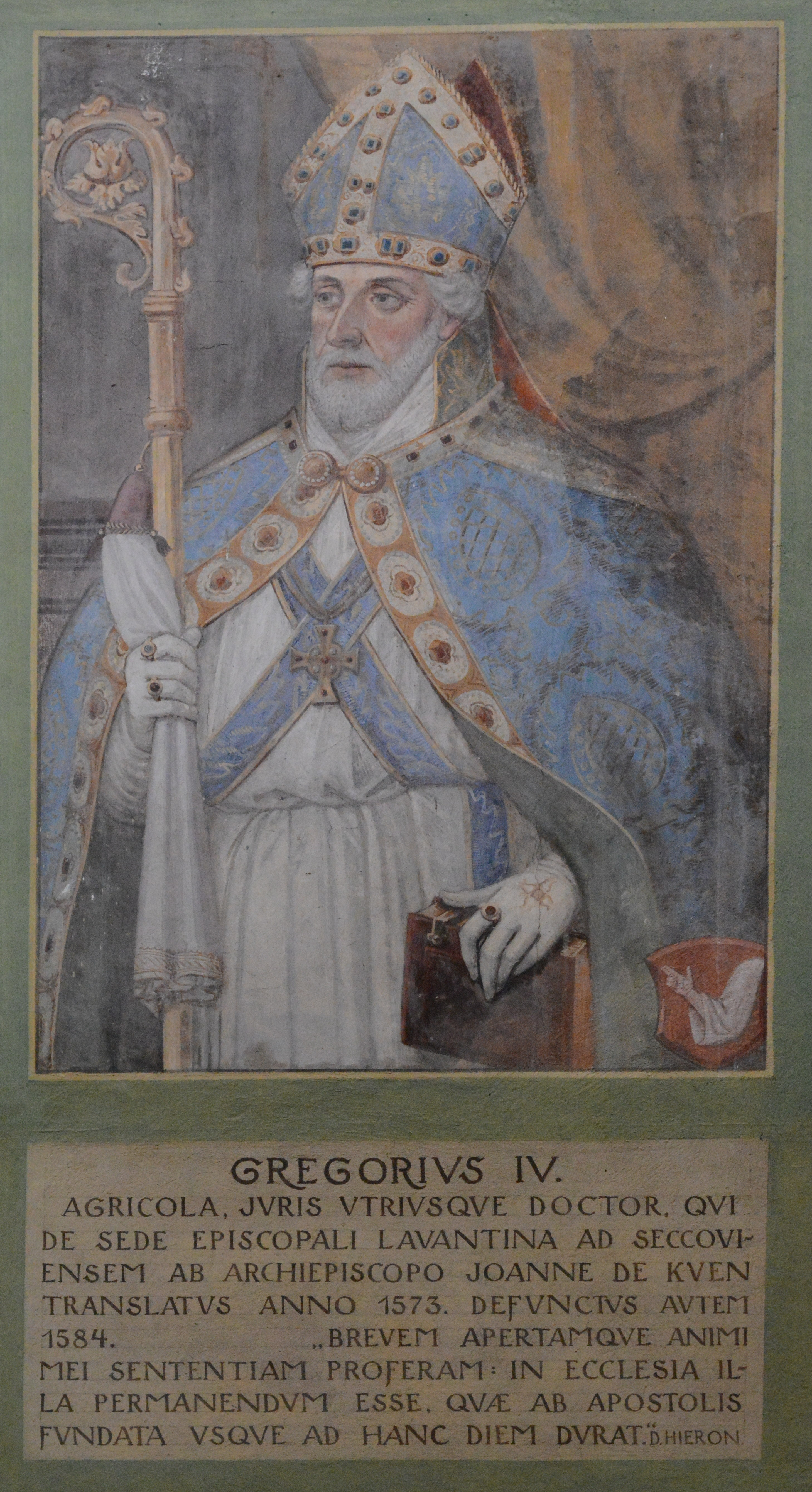
Halbfigurenportrait Bischof Georg IV. Agricola, Basilika Seckau, Bischofskapelle (Darstellung um 1595); die Namensschreibung „Gregorius IV.“ sollte lauten „Georgius IV.“

Georg Agricola († 16. Mai 1584, begraben in Seckau) war als Georg III. Bischof von Lavant und als Georg IV. Bischof von Seckau.

## Leben
Georg Agricola studierte in Ingolstadt und während der Religionskriege auch in Frankreich. Danach wurde er Propst von St. Bartholomä und St. Virgil in Friesach, Archidiakon von Unterkärnten und Konsistorialrat von Salzburg. Bei der Salzburger Provinzialsynode von 1569 war er Synodendirektor.
1570 ernannte ihn der Salzburger Erzbischof Johann Jakob von Kuen-Belasy zum Bischof von Lavant. Am 15. Juli 1572 lobte ihn Papst Gregor XIII. für die Rekatholisierung in seiner Diözese.
Am 25. Oktober 1572 transferierte der Erzbischof Agricola nach Seckau, wohl wegen der wirtschaftlichen Tüchtigkeit Agricolas und da das Bistum Seckau hochverschuldet war. Das Bistum Lavant sollte er nur für zwei Jahre weiter verwalten, dieses Amt blieb ihm jedoch bis zum Tod. In Seckau konnte Agricola die Schulden um ein Zehntel verringern.
Nuntius Bartolomeo Porcia sprach Agricola hingegen Bildung ab und sagte ihm Geiz und illegitime Kinder nach. Vor allem für die Verwaltung von zwei Diözesen wurde Agricola häufig gerügt.
Agricola verstarb am 16. Mai 1584 und wurde im Dom zu Seckau beigesetzt.